# Antonio Resines (cantautor)
Antonio Resines (Madrid, 5 de mayo de 1949-9 de marzo de 2015) fue un cantautor español y traductor.

## Trayectoria
A finales de la década de 1960, cuando estudiaba en la Universidad Complutense de Madrid, de forma intermitente Arquitectura, Físicas y Biología, formó el trío Almas Humildes junto a Alex Kirshner y Juan Francisco Seco, cuyo primer álbum con Sonoplay, “Ideas” (1968), contenía en su mayor parte canciones de Resines. Al dejar Kirshner el trío, el grupo se amplió con Guillermo Polo y Javier Navarro, músicos del grupo Los Diablos Rojos, y con José María Alameda. Disuelto el grupo, inicia su colaboración con el poeta Antonio Gómez, con el que publicaría los discos “Canciones de cárcel de Ho Chi Minh” (1976) y “Cuentos, cosas y menos” (1984), además del álbum conjunto “¿Cuándo llegaremos a Sevilla?/Cantata del exilio” (1978), con la participación de otros cantautores como Pablo Guerrero, Luis Pastor, Quintín Cabrera o Teresa Cano, y un diseño de carpeta de El Cubri. Entre otras colaboraciones señaladas puede citarse la participación en el álbum Taquicardia de Vainica Doble.
También son reseñables sus traducciones de cancioneros de músicos como Dylan o Leonard Cohen, y obras de autores como Lewis Carroll, William Wordsworth, Jack Kerouac, Edgar Allan Poe, Dylan Thomas o Allen Ginsberg.

## Obras traducidas
- Poemas escogidos, de W.H. Auden, de la editorial Visor, 1996. ISBN 84-7522-117-3
- Oda plutoniana y otros poemas 1977-1980, de Allen Ginsberg, de la editorial Visor, 1984
- Sándwiches de realidad, de Allen Ginsberg, de la editorial Visor, 1978.
- La caída de América: poemas de estos Estados 1965-1971, de Allen Ginsberg, de la editorial Visor, 1977
- La energía de los esclavos: poemas de Leonard Cohen, Visor Madrid 1974.